# Říšská dvorní rada

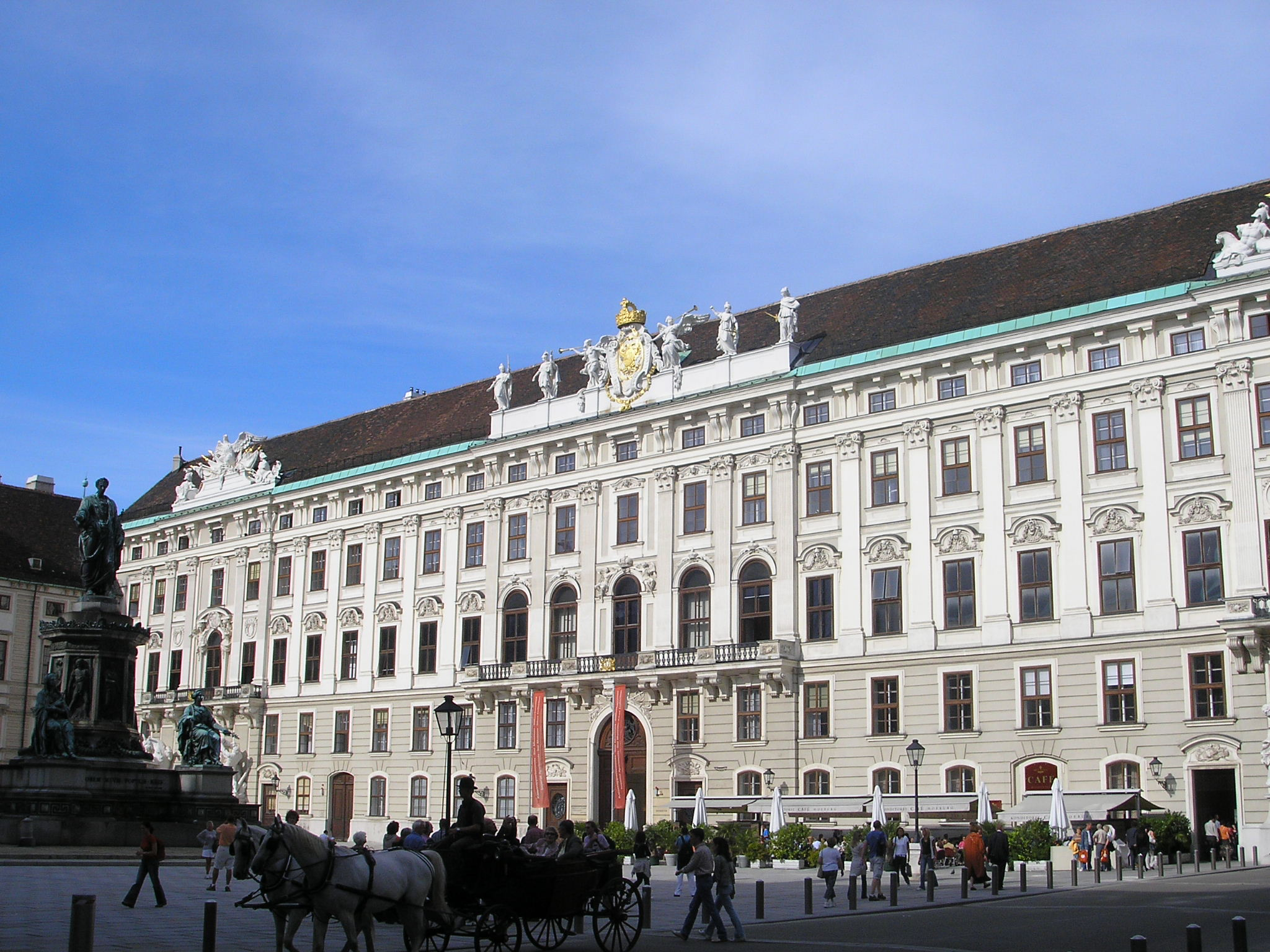
Trakt Říšské kanceláře (Reichskanzleitrakt) vídeňského Hofburgu, kde do roku 1806 zasedala Říšská dvorní rada

Říšská dvorní rada, případně říšská dvorská rada, německy Reichshofrat (zkr. RHR) byla od roku 1495 vedle Říšského komorního soudu, s nímž si někdy konkurovala, jednou ze dvou nejvyšších soudů ve Svaté říši římské národa německého. Pouze Říšská dvorní rada však byla jediným kompetentním orgánem pro záležitosti týkající se říšských lén a císařských privilejí a výsadních práv.
Titul jednolivých členů tohoto grémia byl říšský dvorní rada (Reichshofrat), jejím předsedou byl prezident Říšské dvorní rady (Reichshofratpräsident), po prezidentovi následoval viceprezident, jehož úřad byl zpravidla obsazován říšským dvorským kancléřem. Zrovna tak z řad říšské dvorské kanceláře pocházelo i další úřednictvo říšské dvorní rady. 
Oba soudy, Říšská dvorní rada a Říšský komorní soud, odvozovaly svou způsobilost přímo od německého krále nebo císaře, tedy od nejvyšší soudní autority v říši. Šlechta podléhající přímo císaři a říšské stavy mohly být obžalovány pouze těmito dvěma nejvyššími institucemi. Naproti tomu měšťanstvo, sedláci a nižší šlechta muselo obdržet obvinění nejprve od příslušného soudu knížecího či městského, jemuž byli poddáni.

## Výběr členů říšské dvorní rady z českých zemí

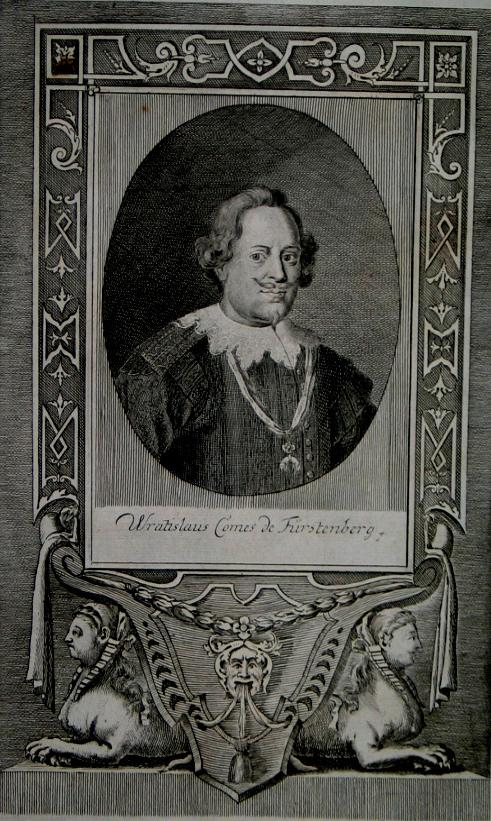
Lantkrabě Vratislav I. z Fürstenbergu, prezident říšské dvorní rady 1623–1631

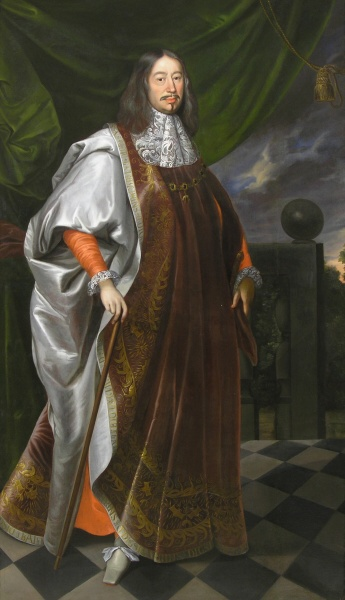
Kníže Jan Adolf I. ze Schwarzenbergu, prezident říšské dvorní rady 1670–1683

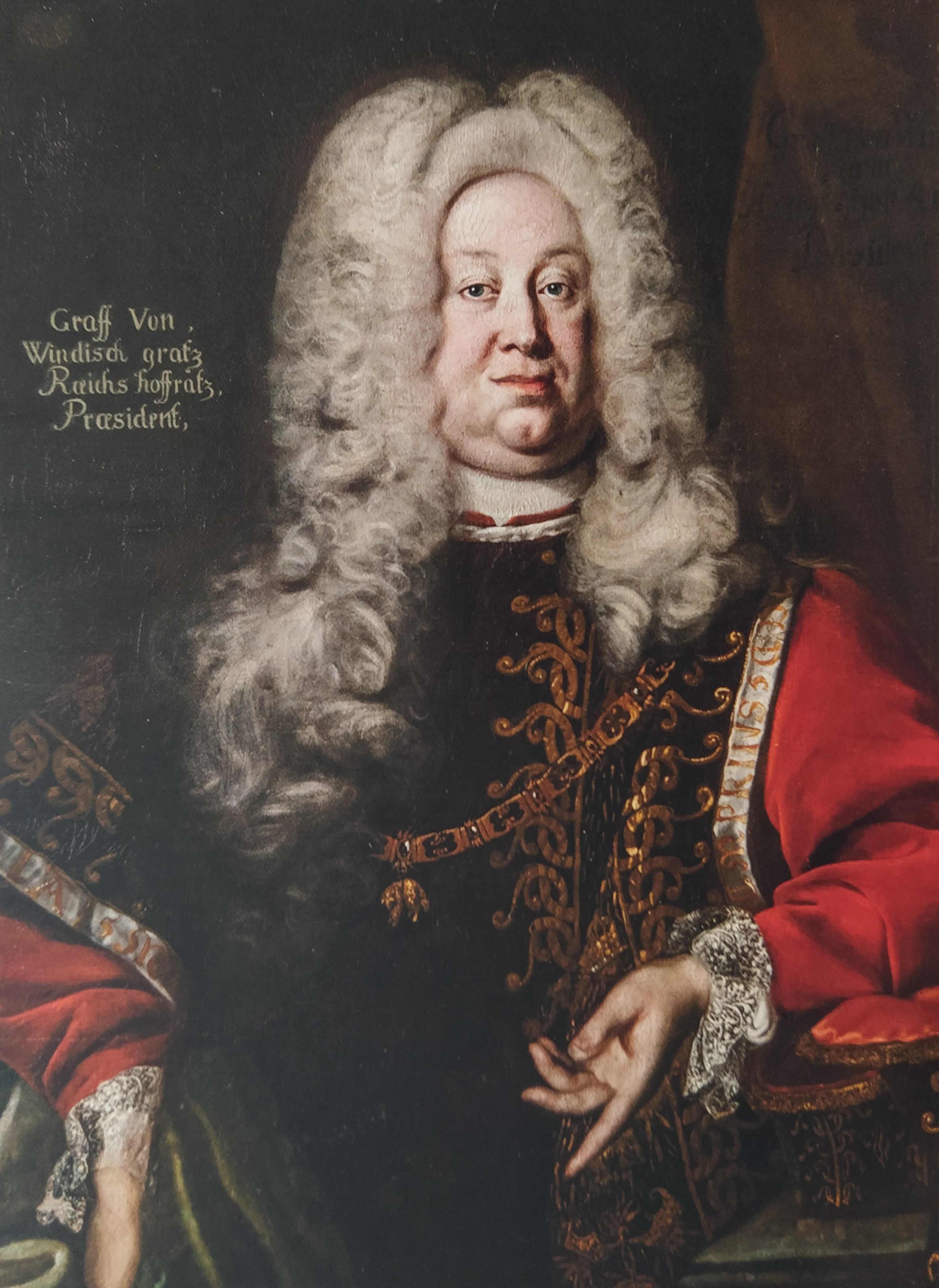
Hrabě Arnošt Bedřich z Windischgrätze, prezident říšské dvorní rady 1713–1727

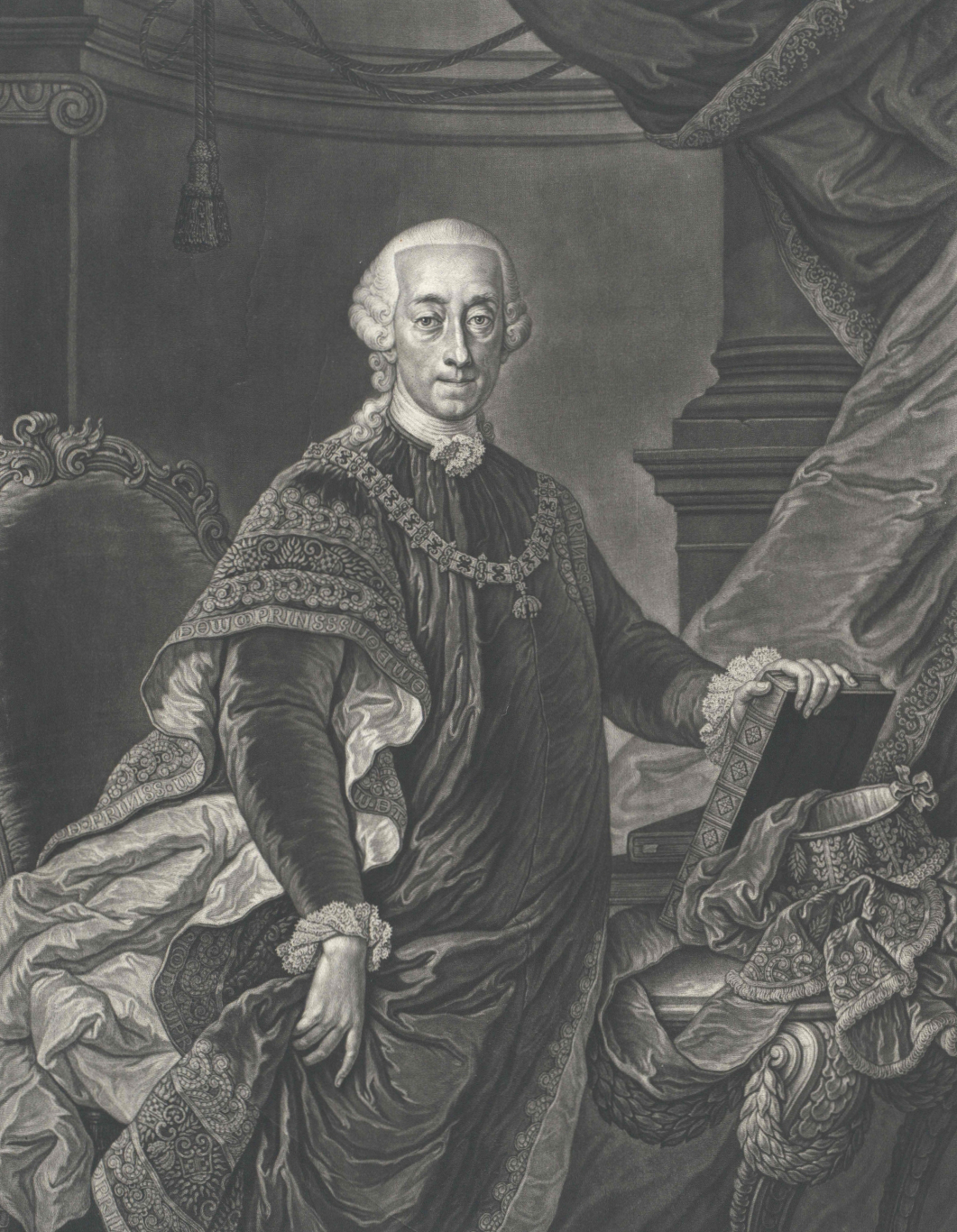
Hrabě Ferdinand Bonaventura II. z Harrachu, prezident říšské dvorní rady 1751–1778

- 1591 Zdeněk Vojtěch Popel z Lobkovic (1568–1628)
- 1601 Karel I. z Lichtenštejna (1569–1627)
- 1609 Maxmilián z Trauttmansdorffu (1584–1650)
- 1617 Gottfried Heinrich Pappenheim (1594–1632)
- 1618 Leonard Harrach (1594–1645)
- 1623 Vratislav I. z Fürstenbergu (1584–1631)
- 1629 Adam Pavel Slavata z Chlumu a Košumberka (1604–1657)
- 1637 Ferdinand Zikmund Kurz ze Senftenau (1592–1659)
- 1637 Jan Maxmilián z Lambergu (1608–1682)
- 1640 Jan Adolf I. ze Schwarzenbergu (1615–1683)
- 1640 Jan Veikard z Auerspergu (1615–1677)
- 1645 Jan Bedřich z Trauttmansdorffu (1619–1696)
- 1645 Ferdinand Arnošt z Valdštejna (1622–1656)
- 1652 František Arnošt Šlik (1623–1675)
- 1655 Karel Ferdinand z Valdštejna (1634–1702)
- 1656 Gundakar z Ditrichštejna )1623–1690)
- 1656 Gottlieb Amadeus z Windischgrätze (1630–1695)
- 1658 František Oldřich Kinský (1634–1699)
- 1663 Ferdinand Bonaventura Harrach (1636–1706)
- 1663 Zikmund Helfried z Ditrichštejna (1637–1690)
- 1664 František Josef z Lambergu (1638–1712)
- 1665 František Maxmilián z Mansfeldu (1639–1692)
- 1669 Maxmilián Adam z Valdštejna (1627–1706)
- 1675 Jiří Adam II. z Martinic (1645–1714)
- 1675 Jan Norbert ze Šternberka (1644–1678)
- 1678 Ferdinand Vilém Eusebius ze Schwarzenbergu (1652–1703)
- 1678 Jan Filip z Lambergu (1651–1712)
- 1683 Jan Leopold z Trautsonu (1659–1724)
- 1684 Maxmilián Karel z Löwenstein-Wertheimu (1656–1718)
- 1686 Heřman Jakub Černín z Chudenic (1659–1710)
- 1686 Norbert Leopold Libštejnský z Kolovrat (1655–1716)
- 1687 Leopold Ignác z Ditrichštejna (1660–1708)
- 1689 Tomáš Zacheus Černín z Chudenic (1660–1700)
- 1689 Karel Arnošt z Valdštejna (1661–1713)
- 1689 Leopold z Auerspergu (1662–1705)
- 1693 Alois Tomáš Harrach (1669–1742)
- 1693 Maxmilián Quido z Martinic (1664–1733)
- 1694 Arnošt Bedřich z Windischgrätze (1670–1727)
- 1695 František Vilém ze Salm-Reifferscheidtu (1670–1734)
- 1695 Filip Ludvík Václav ze Sinzendorfu (1671–1742)
- 1698 Maxmilián Oldřich z Kounic (1679–1746)
- 1698 Jan Adam z Questenberka (1678–1752)
- 1699 Jan Jiří Valderode (1670–1734)
- 1700 Jan Václav z Gallasu (1669–1719)
- 1700 Adam František ze Schwarzenbergu (1680–1732)
- 1702 František Leopold ze Šternberka (1680–1745)
- 1704 František Ferdinand Kinský (1678–1741)
- 1706 Jan Josef z Valdštejna (1684–1731)
- 1709 Antonín Izaiáš z Hartigu (1681–1754)
- 1716 Leopold Viktorin z Windischgrätze (1686–1746)
- 1720 Bedřich August z Harrachu (1696–1749)
- 1722 Jan Vilém z Trautsonu (1700–1775)
- 1724 Antonín Corfitz z Ulfeldu (1699–1769)
- 1726 Jindřich Karel z Osteinu (1693–1742)
- 1735 Václav Antonín z Kounic-Rietbergu (1711–1794)
- 1735 Jan Josef z Khevenhüller-Metsche (1706–1776)
- 1745 Kristian August Seilern (1717–1801)
- 1751 Ferdinand Bonaventura II. Harrach (1708–1778)
- 1751 Arnošt Quido z Harrachu (1723–1783)
- 1753 František de Paula Gundakar z Colloreda-Mannsfeldu (1731–1807)
- 1754 Jan Karel Lichnovský z Voštic (1721–1788)
- 1760 František Xaver z Khevenhüller-Metsche (1737–1797)
- 1760 Emanuel Filibert z Valdštejna (1731–1775)
- 1763 Gundakar Tomáš ze Šternberka (1737–1802)
- 1763 Arnošt Kryštof z Kounic (1737–1797)
- 1763 Dominik Ondřej II. z Kounic (1739–1812)
- 1766 Josef Mikuláš z Windischgrätze (1744–1802)
- 1768 Josef Václav Bruntálský z Vrbna
- 1776 Josef Arnošt Kinský (1751–1798)
- 1776 Josef Seilern-Aspang (1752–1838)
- 1785 Jan Arnošt Harrach (1756–1829)
- 1795 Alois Václav z Kounic (1774–1848)
- 1801 Bedřich Karel z Fürstenbergu (1774–1856) (historicky poslední jmenovaný říšský dvorní rada před zánikem Svaté říše římské)